# Marc Cardona
Marc Cardona (Lérida, Cataluña, 8 de julio de 1995) es un jugador de fútbol profesional español que juega como delantero en la U. D. Las Palmas de la Segunda División de España.

## Trayectoria
El 30 de noviembre de 2016 debutó en partido oficial con el F. C. Barcelona. Entró en el minuto 76 del duelo de Copa del Rey ante el Hércules C. F. sustituyendo al también debutante Carles Aleñá. El 6 de diciembre de 2016 hizo su debut en Liga de Campeones de la UEFA ante el Borussia Mönchengladbach alemán. El 19 de julio de 2018 fue cedido a la S. D. Eibar por una temporada.
El 25 de junio de 2019 Club Atlético Osasuna lo fichó para las siguientes cuatro temporadas a cambio de 2,5 millones de euros. El 5 de octubre de 2020 fue cedido por el conjunto navarro al Real Club Deportivo Mallorca de Segunda División, durante una temporada. Al finalizar el período de cesión, la entidad balear disponía de una opción de compra voluntaria por un importe de 2,5 millones de euros.
El 30 de julio de 2021 volvió a ser cedido, esta vez al Go Ahead Eagles de la Eredivisie, que se guardó una opción de compra al finalizar la temporada. Dicha opción no se hizo efectiva y el 7 de julio de 2022 fichó por la U. D. Las Palmas por dos temporadas. En la primera de ellas contribuyó con siete goles a conseguir el ascenso a Primera División, motivo por el cual su contrato fue renovado hasta junio de 2026.

## Clubes
Actualizado al último partido jugado el 17 de agosto de 2025.
| Club                               | Div.          | Temporada     | Liga  | Liga  | Copas nacionales | Copas nacionales | Copas internacionales | Copas internacionales | Total | Total |
| Club                               | Div.          | Temporada     | Part. | Goles | Part.            | Goles            | Part.                 | Goles                 | Part. | Goles |
| ---------------------------------- | ------------- | ------------- | ----- | ----- | ---------------- | ---------------- | --------------------- | --------------------- | ----- | ----- |
| Atlético Sanluqueño C. F. · España | 3.ª           | 2014-15       | 7     | 1     | ―                | ―                | ―                     | ―                     | 7     | 1     |
| Atlético Sanluqueño C. F. · España | 3.ª           | 2015-16       | 41    | 20    | ―                | ―                | ―                     | ―                     | 41    | 20    |
| Atlético Sanluqueño C. F. · España | Total club    | Total club    | 48    | 21    | 0                | 0                | 0                     | 0                     | 48    | 21    |
| F. C. Barcelona "B" · España       | 2.ª B         | 2016-17       | 31    | 17    | ―                | ―                | ―                     | ―                     | 31    | 17    |
| F. C. Barcelona · España           | 1.ª           | 2016-17       | 0     | 0     | 1                | 0                | 1                     | 0                     | 2     | 0     |
| F. C. Barcelona · España           | Total club    | Total club    | 0     | 0     | 1                | 0                | 1                     | 0                     | 2     | 0     |
| F. C. Barcelona "B" · España       | 2.ª           | 2017-18       | 29    | 7     | ―                | ―                | ―                     | ―                     | 29    | 7     |
| F. C. Barcelona "B" · España       | Total club    | Total club    | 60    | 24    | 0                | 0                | 0                     | 0                     | 60    | 24    |
| S. D. Eibar · España               | 1.ª           | 2018-19       | 17    | 3     | 2                | 0                | ―                     | ―                     | 19    | 3     |
| S. D. Eibar · España               | Total club    | Total club    | 17    | 3     | 2                | 0                | 0                     | 0                     | 19    | 3     |
| C. A. Osasuna · España             | 1.ª           | 2019-20       | 19    | 1     | 3                | 1                | ―                     | ―                     | 22    | 2     |
| C. A. Osasuna · España             | 1.ª           | 2020-21       | 3     | 0     | ―                | ―                | ―                     | ―                     | 3     | 0     |
| C. A. Osasuna · España             | Total club    | Total club    | 22    | 1     | 3                | 1                | 0                     | 0                     | 25    | 2     |
| R. C. D. Mallorca · España         | 2.ª           | 2020-21       | 13    | 2     | 0                | 0                | ―                     | ―                     | 13    | 2     |
| R. C. D. Mallorca · España         | Total club    | Total club    | 13    | 2     | 0                | 0                | 0                     | 0                     | 13    | 2     |
| Go Ahead Eagles · Países Bajos     | 1.ª           | 2021-22       | 22    | 2     | 3                | 0                | ―                     | ―                     | 25    | 2     |
| Go Ahead Eagles · Países Bajos     | Total club    | Total club    | 22    | 2     | 3                | 0                | 0                     | 0                     | 25    | 2     |
| U. D. Las Palmas · España          | 2.ª           | 2022-23       | 36    | 7     | 1                | 0                | ―                     | ―                     | 37    | 7     |
| U. D. Las Palmas · España          | 1.ª           | 2023-24       | 26    | 4     | 2                | 0                | ―                     | ―                     | 28    | 4     |
| U. D. Las Palmas · España          | 1.ª           | 2024-25       | 11    | 0     | 3                | 1                | ―                     | ―                     | 14    | 1     |
| U. D. Las Palmas · España          | 2.ª           | 2025-26       | 1     | 0     | 0                | 0                | ―                     | ―                     | 1     | 0     |
| U. D. Las Palmas · España          | Total club    | Total club    | 74    | 11    | 6                | 1                | 0                     | 0                     | 80    | 12    |
| Total carrera                      | Total carrera | Total carrera | 256   | 64    | 15               | 2                | 1                     | 0                     | 272   | 66    |
| 1. 2.                              |               |               |       |       |                  |                  |                       |                       |       |       |